# Suero de leche

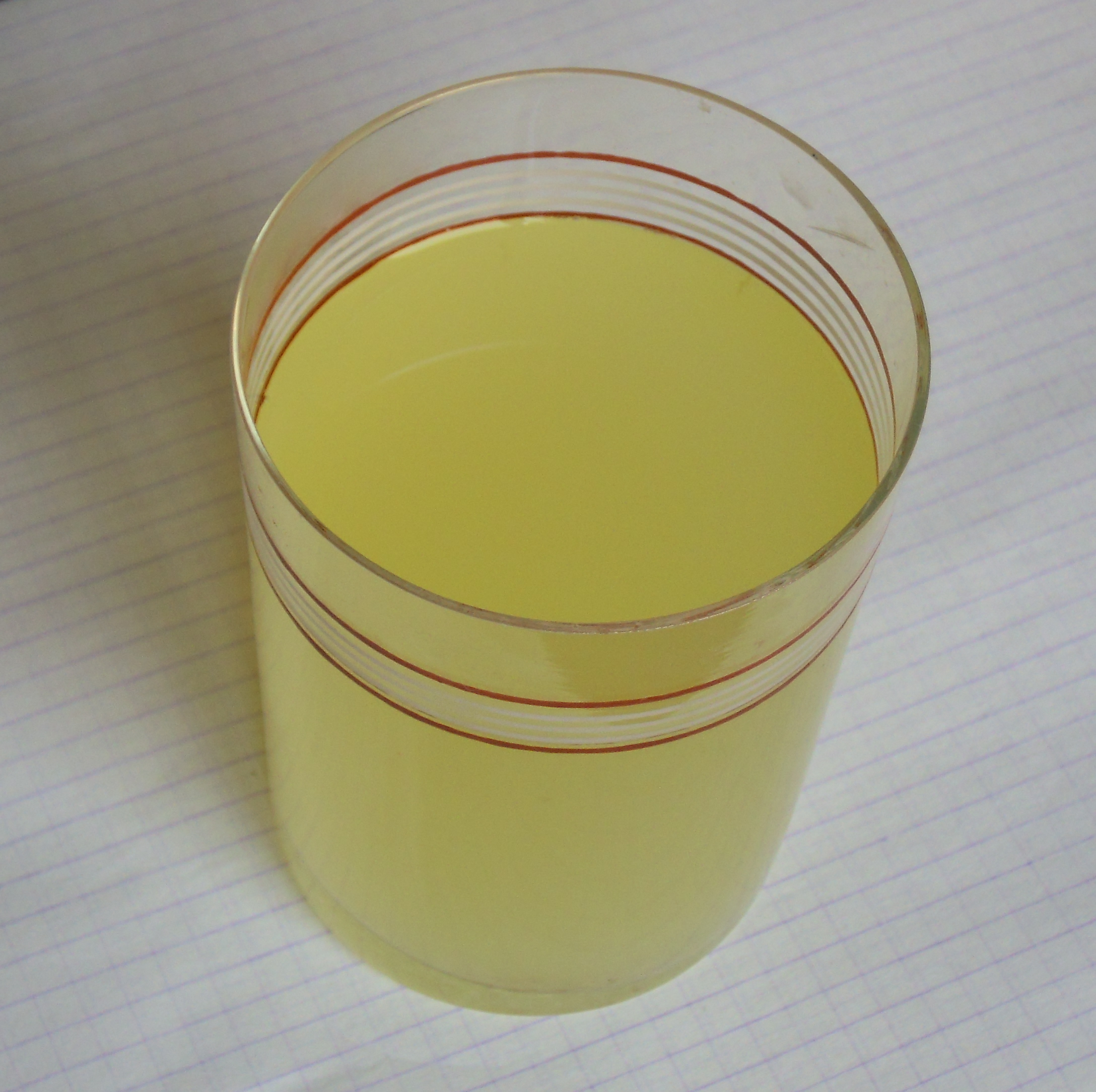
líquido obtenido durante la coagulación del suero de leche o lactosuero.

El suero de leche o lactosuero es la fracción líquida obtenida durante la coagulación de la leche en el proceso de fabricación del queso o de la mantequilla, después de la separación del coágulo o fase micelar. Sus características corresponden a un líquido de color amarillo y algunas veces verdoso, turbio, de sabor fresco, débilmente dulce, de carácter ácido que contiene un 94% de agua, proteínas y grasas.
Considerado por largo tiempo como un desecho difícil de tratar y eliminar debido a las grandes cantidades producidas en la industria del queso, es actualmente una de las materias primas más usadas en el ámbito alimentario. Nuevas tecnologías permiten recuperar los principales nutrientes y elaborar a base de ellos nuevos productos como los concentrados de proteínas de suero, emulsificantes, estabilizantes y otros aditivos que confieren propiedades reológicas y sensoriales a los productos de la industria alimentaria.

## El lactosuero según la Norma Oficial Mexicana
- Según la NOM-243-SSA1-201, el  lactosuero como fundamental subproducto, se define como “el líquido obtenido de la coagulación de la caseína de la leche, mediante la acción de enzimas coagulantes de origen animal, vegetal o microbiano, por la adición de ácidos orgánicos o minerales de grado alimentario; acidificación por intercambio iónico hasta alcanzar el punto isoeléctrico de lacaseína”

## Composición
Es un subproducto rico en proteínas globulares hidrosolubles, lactosa, grasas y minerales por lo que constituye una importante fuente de nutrientes. A pesar de ello es una de las principales fuentes de contaminación ambiental, de ahí proviene la importancia de su valorización.
La leche puede ser coagulada  por acidificación química o de bacterias acidolácticas, o bien mediante el uso de enzimas, como la quimosina (cuajo animal), enzimas procedentes de vegetales, como la higuera, o enzimas microbianos. Esto produce la agregación (unión) de las de caseína y la formación del coágulo (también llamado gel). En la primera fase de elaboración del queso, la fase acuosa, denominada lactosuero, es separada del coágulo que pasará a ser transformado en queso. Cada año se producen grandes cantidades de lactosuero; se obtiene alrededor de 1 kg de queso y 9 litros de suero a partir de 10 L de leche.
Dos grandes tipos de lactosuero se distinguen en función del coágulo: el lactosuero ácido que se produce por acidificación proveniente del metabolismo de las bacterias acidolácticas y que produce un coágulo duro, consistente y permeable. La coagulación enzimática produce un coágulo suave, gelatinosos y muy impermeable. 
| Propiedad       | Lactosuero dulce | Lactosuero ácido |
| --------------- | ---------------- | ---------------- |
| pH              | 6.4 - 6.6        | 4.4 - 4.5        |
| Sólidos totales | 70               | 66               |
| Lactosa         | 51               | 42               |
| Proteínas       | 6 – 7            | 6 – 7            |
| Grasas          | 0.2              | 1.0              |
| Minerales       | 4 – 5            | 7 – 8            |
| Calcio          | 0.45             | 1.05             |
| Fósforo         | 0.4              | 0.8              |
| Ácido láctico   | 0                | 10               |

## Producción de leche en México y contaminación de la Industria láctea
En México, la producción de leche en el país ha aumentado durante los últimos años debido a la alta demanda que esta y sus derivados tienen. Los derivados lácteos con mayor demanda en el país son los quesos, con una producción anual de 332,251 toneladas. Se encuentran en diferentes presentaciones como queso fresco, panela, chihuahua, crema, doble crema, etc. Con el incremento de la producción de queso también se incrementa el subproducto que se genera al hacer este producto, en este caso es el suero de leche.
La industria láctea ha sufrido grandes cambios en los últimos años con el fin de incrementar su productividad, salubridad y calidad de sus productos, generando como consecuencia desechos de descargas líquidas, sólidas y gaseosas. La variedad de transformaciones y productos de la industria láctea nos impulsa a revisar su compromiso medioambiental según el proceso y el alimento elaborado; en la industria los principales procesos contaminantes son los de la elaboración del queso por la obtención de lacto suero, crema y mantequilla por la mazada y suero producto del lavado de la misma.
La gran parte de este residuo de la fabricación del queso no se aprovecha adecuadamente ya que aproximadamente el 90% del total de leche utilizada es eliminada como lactosuero desperdiciándose 1.6 billones de litros mundialmente, al menos el 50% total de ingredientes de la leche queda como lactosa, proteínas solubles, lípidos y sales minerales. Las proteínas y lactosa se convierten en contaminantes cuando el suero de la leche es arrojado al ambiente debido a que la carga de materia orgánica permite que la reproducción de microorganismos produzca cambios importantes en la demanda bioquímica de oxígeno del agua y el ácido láctico, alterando los procesos biológicos.

## Beneficios nutricionales
El lactosuero contiene propiedades saludables para el organismo humano. Posee una rica y amplia mezcla de proteínas secretadas con muchas propiedades químicas, físicas y funcionales. Sus proteínas tienen un importante papel nutritivo como fuente de aminoácidos esenciales, además de contar con un alto valor biológico (contenido de leucina, lisina, triptófano y aminoácidos azufrados).. Estas proteínas son usadas ampliamente en una variedad de alimentos gracias a sus propiedades funcionales de solubilidad, emulsificación, retención de agua/grasa y espesantes, haciéndolo un alimento enriquecido o la generación de un nuevo producto.
La gran parte de las proteínas de lactosuero que se concentra en β-lactoglubina y a-lactobúmina coadyudan a las propiedades de los ingredientes de proteínas y formulaciones de alimentos.

## Clasificación

### Según su uso
1. Alimentación animal
2. Industria de alimentos:

- Alimentos para bebés
- Alimentos dietéticos
- Bebidas dulces saborizadas / Refrescantes

Una utilización del suero es la producción de bebidas refrescantes por sus bajos costos de producción, alto posicionamiento en el mercado y alto valor nutricional. Es un método más barato y eficiente el preparar bebidas mediante la recuperación de suero de leche después de la elaboración del queso en donde luego se lo pasteuriza, deodoriza y se le da un sabor apropiado para empacarlo y llevarlo al consumidor final. Es una propuesta muy accesible para las personas además de brindar múltiples beneficios debido a que es considerada como una fuente rica en proteínas (78% de la proteína es la caseína de la leche) y en nutrientes con varios minerales como calcio, fosfatos, hierro, potasio y sodio. Asimismo cuenta con vitaminas A,C,D,E y del complejo B como vitamina B12. Se han encontrado una variedad de bebidas que se desarrollan a base de lactosuero y los tres tipos más comunes se dividen en bebidas de lactosuero tipo jugos de frutas, bebidas tipo lácteo y bebidas tipo carbonatadas refrescantes.
Las bebidas del lactosuero se pueden producir a partir de suero de queso no salados. el sabor del suero, especialmente el ácido, es compatible con las bebidas de frutas cítricas. Los principales estudios referentes a este tipo de bebidas se dirigen tanto para la población que realiza ejercicio físico como para niños debido a su hidratación mucho mayor que el agua ofreciendo recuperación más rápida de los nutrientes perdidos durante la actividad física.
- Salchichas y charcutería
- Sopas preparadas
- Panadería y repostería
- Salsas para ensaladas
- Queso de lactosuero (Cottage)
- Edulcorantes

1. Industria farmacéutica
2. Otros campos industriales

Biocombustible: 
- La producción de biocombustible o bioetanol es una alternativa energética que se ha ido desarrollando en los últimos años ya que contribuye a la reducción de los impactos negativos en el ambiente que trae consigo el uso de combustibles fósiles. La conversión de lactosa proveniente del suero de queso es una opción que puede funcionar como sustituto de otros sustratos para la elaboración de bioetanol, además de ser tomado en cuenta por no ser una materia prima de primera necesidad como las otras. El bioetanol se obtiene a partir de la fermentación, la cual se logra introduciendo microorganismos en el suero, el cual debe tener las condiciones adecuadas de temperatura, pH y agitación. Posteriormente se utiliza el azúcar que contiene el suero para producir el bioetanol.[10]

### Según su proceso de transformación
1. Lactosuero natural
  1. Suero líquido: nos sirve para elaborar bebidas dulces saborizadas: como chocolatadas, frutas y alcohólicas.[11]
  2. Suero concentrado: se obtiene con la finalidad de elaborar pasta de suero que sirve como enriquecedor de proteínas de baja calidad y suero en polvo.[11]
2. Productos del lactosuero
  1. Concentrado o polvo de lactosuero: Natural, endulzado, desmineralizado, desproteinizado y deslactosado
    - El suero en polvo permite un fácil transporte y almacenamiento, ayuda a mejorar los métodos de secado que disminuyen o eliminan el apelmazamiento y como suplemento de origen vegetal ayuda a mejorar la calidad de la proteína. Se obtiene por atomización y es un componente de muchos alimentos: pasteles, sopas instantáneas, panes, helados, entre otros.[11]

  2. Concentrado o polvo de proteínas del suero: Desmineralizado, deslactosado y desmineralizado-deslactosado.
    - En la obtención de proteínas el suero contiene proteínas como albúminas y globulinas además de residuos de caseína los cuales poseen propiedades funcionales y nutritivas. Estas propiedades que son clasificadas como coagulantes, espumantes y emulsificantes son útiles para la elaboración de varios alimentos como fideos, mayonesa, tortas y caramelos.[11]

1. Lactosa: 
  - Es un azúcar con propiedades interesantes para la fabricación de productos farmacéuticos (penicilinas y otros antibióticos).[11]
2. Levaduras: 
  - Entre estas circulan las cepas de Tórula y Sacharomyces fragilis que se obtienen a partir de la lactosa del suero.[11]

- Sin refinar
- Refinada

### Otros usos del término
En Venezuela, es un subproducto derivado de la leche, suero de leche (o simplemente suero) se conoce a un derivado lácteo fermentado bacteriológicamente de manera similar al yogur, al cual se le añade sal y se consume con arepas o pan. Se consume principalmente en el estado Lara.
Por otra parte, en el estado Zulia, al occidente de Venezuela, una gran cantidad se utiliza o desvía como alimento de engorde para ganado porcino.

### Bebidas frutadas
Lactosuero, un subproducto de la producción de queso, ofrece una base nutritiva y versátil para una variedad de bebidas frutadas. Desde batidos energizantes hasta refrescantes smoothies, las posibilidades son infinitas. Las bebidas frutadas con lactosuero no solo proporcionan una dosis saludable de proteínas, sino que también ofrecen una forma deliciosa de incorporar frutas frescas y nutrientes esenciales en la dieta diaria. Su perfil refrescante y suave textura hacen que estas bebidas sean ideales para satisfacer antojos y mantenerse hidratado, convirtiéndolas en una opción popular para personas de todas las edades y estilos de vida.